# 클루브 호르헤 윌스테르만
클루브 호르헤 윌스테르만(Club Jorge Wilstermann)은 볼리비아 코차밤바를 연고로 하는 축구 클럽이다. 이 팀은 1949년 11월 24일에 창단되었으며 현재는 리가 데 풋볼 프로페시오날 볼리비아노에 참가하고 있다. 클럽 이름은 볼리비아의 조종사인 호르헤 윌스테르만에서 유래된 이름이다.

## 선수 명단

### 현역
참고: FIFA 자격 규정에 따라 소속된 국가대표팀 국기를 표시합니다. 선수는 복수의 FIFA 비회원국 국적을 가지고 있을 수 있습니다.
| 번호 | 포지션 | 국적     | 이름                |
| ---- | ------ | -------- | ------------------- |
| 3    | MF     | 볼리비아 | 알레한드로 추마세로 |
| 10   | FW     | 우루과이 | 로드리고 아마랄     |

| 번호 | 포지션 | 국적 | 이름 |
| ---- | ------ | ---- | ---- |

## 역대 감독
| 감독                     | 임기        |
| ------------------------ | ----------- |
| 호르헤 베네가스          | 1986        |
| 루벤 다리오 인수아       | 2007        |
| 마놀로 알파로            | 2014        |
| 훌리오 세자르 발데비에소 | 2014        |
| 미겔 앙헬 포르투갈       | 2018 ~ 2019 |
| 에두아르도 빌레가스      | 2024 ~      |